# Der letzte Tanz (Mixtape)
Der letzte Tanz ist das achte Mixtape des Hamburger Rappers Samy Deluxe. Es wurde am 11. Dezember 2009 über sein Label Deluxe Records veröffentlicht.

## Produktion
Samy Deluxe selbst produzierte in Zusammenarbeit mit Instrumens sechs Lieder des Mixtapes, während zwei Produktionen von dem Musikproduzenten Monroe beigesteuert wurden. Jeweils ein Instrumental stammt von Dash, Baby Dooks, DJ 360, Sam Gilly, Petone und Dead Rabbit.

## Covergestaltung
Das Albumcover zeigt einen Haufen Schutt und Samy Deluxes Gesicht, das halb-durchsichtig ist. Links im Bild befinden sich das Logo des Rappers sowie der Schriftzug Der letzte Tanz in Weiß.

## Gastbeiträge
Als einziger Künstler neben Samy Deluxe ist auf dem Mixtape der Rapper Ali A$ vertreten, der an dem Song Nie genug beteiligt ist.

## Titelliste
| #  | Titel                         | Gastmusiker | Produzent               | Länge |
| -- | ----------------------------- | ----------- | ----------------------- | ----- |
| 1  | Intro                         |             | Dash                    | 1:39  |
| 2  | Neue Saison                   |             | Baby Dooks              | 1:48  |
| 3  | Der letzte Tanz               |             | DJ 360                  | 3:57  |
| 4  | So viele Fragen               |             | Sam Gilly               | 4:58  |
| 5  | Katze aus dem Sack            |             | Samy Deluxe, Instrumens | 3:03  |
| 6  | Hin und her                   |             | Samy Deluxe, Instrumens | 3:47  |
| 7  | Truf Is Back                  |             | Monroe                  | 2:41  |
| 8  | Draussen aufm Dauf            |             | Samy Deluxe, Instrumens | 2:45  |
| 9  | Hamburg 2009                  |             | Samy Deluxe, Instrumens | 4:27  |
| 10 | Sag mir was du von mir willst |             | Petone                  | 3:03  |
| 11 | Samsimilias Rache             |             | Samy Deluxe, Instrumens | 3:29  |
| 12 | Samsimilias letzte Worte      |             |                         | 1:35  |
| 13 | Hussel und Flow               |             | Samy Deluxe, Instrumens | 4:38  |
| 14 | Nie genug                     | Ali A$      | Dead Rabbit             | 3:19  |
| 15 | Outta hier                    |             | Monroe                  | 3:44  |

## Chartplatzierungen
Der letzte Tanz stieg am 25. Dezember 2009 auf Platz 98 in die deutschen Albumcharts ein und verließ die Top 100 in der folgenden Woche wieder. In der Schweiz erreichte das Mixtape Rang 72, während es sich in Österreich nicht in den Charts platzieren konnte.

## Rezeption
| Professionelle Bewertungen | Professionelle Bewertungen |
| -------------------------- | -------------------------- |
| Kritiken                   |                            |
| Quelle                     | Bewertung                  |
| rappers.in                 | [ 4 ]                      |

Auf der Internetseite rappers.in wurde das Mixtape mit 4,5 von möglichen sechs Punkten bewertet. Samy Deluxe hole „noch mal einiges aus sich raus“, überzeuge mit „guter Technik“ und die gesungenen Refrains seien „mal sehr gut, mal ganz okay getroffen“. Positiv hervorgehoben werden zudem die Lieder Hin und her, Hamburg 2009 sowie Draussen aufm Dauf. Dagegen störe ein „nerviger, hochgepitchter Junge“ in den Überleitungen zwischen den Songs das Gesamtbild.